# Biserica Buna Vestire din Cergău Mare

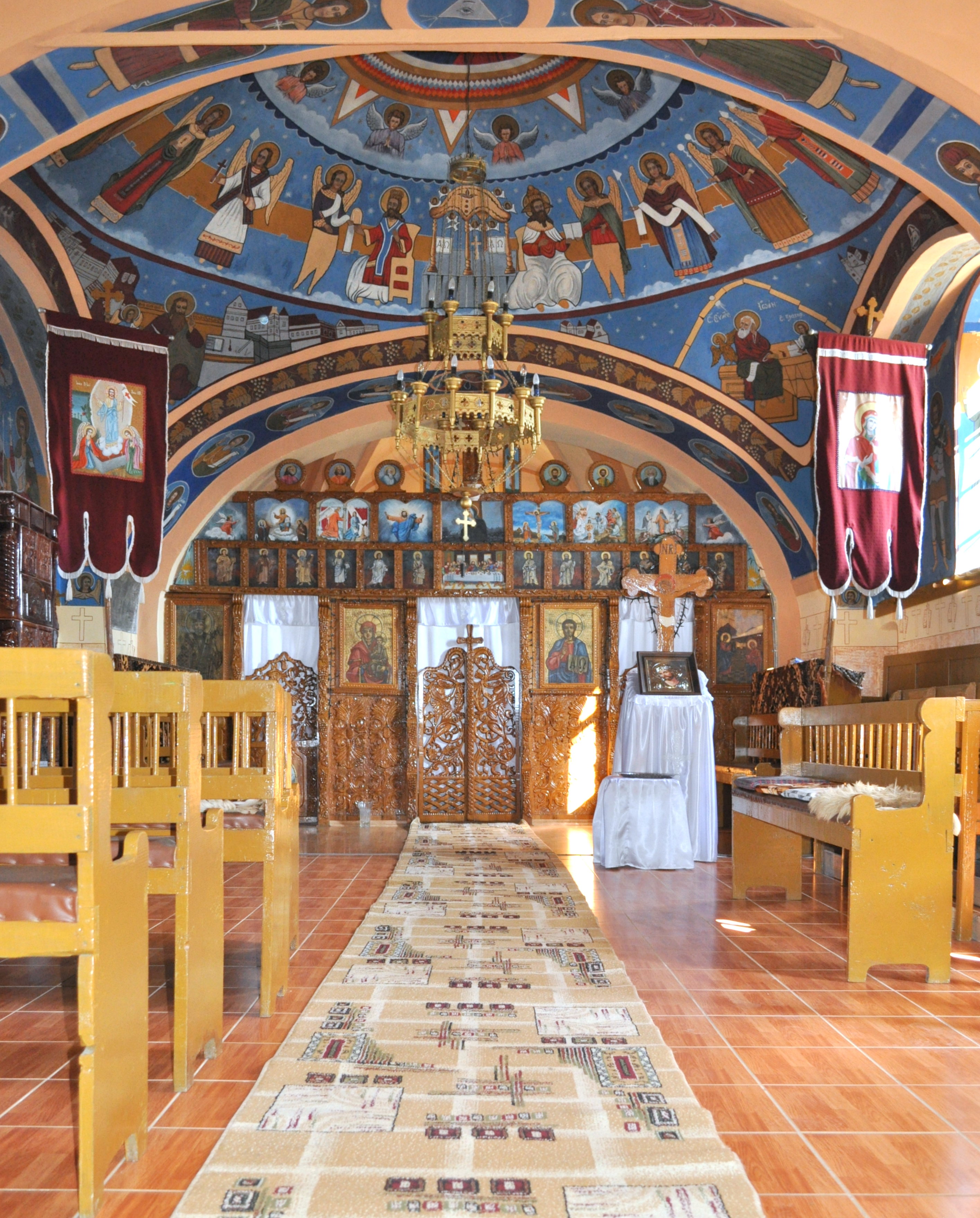
Interiorul navei

Pantocrator

Preotul Greab Viorel

Pisanie

Biserica „Buna Vestire” din Cergău Mare, județul Alba, a fost construită în anul 1804. Lăcașul de cult figurează pe lista monumentelor istorice 2010, cod LMI AB-II-m-B-00199.

## Istoric și trăsături
Lăcașul a fost construit la începutul secolului al XIX-lea ca biserică greco-catolică din districtul protopopesc al Blajului. Construcția a fost finalizată în anul 1804, în stil neoromanic, cu un turn baroc, care evocă turnurile Catedralei din Blaj. 
Biserica este construită din cărămidă și acoperită cu țiglă.   
Trebuie remarcat faptul că, deoarece biserica se află chiar în centrul comunei, aici au fost ridicate mai multe mici monumente funerare, închinate eroilor din sat, care s-au jertfit pentru patrie, în mai multe conflagrații.

## Imagini din exterior

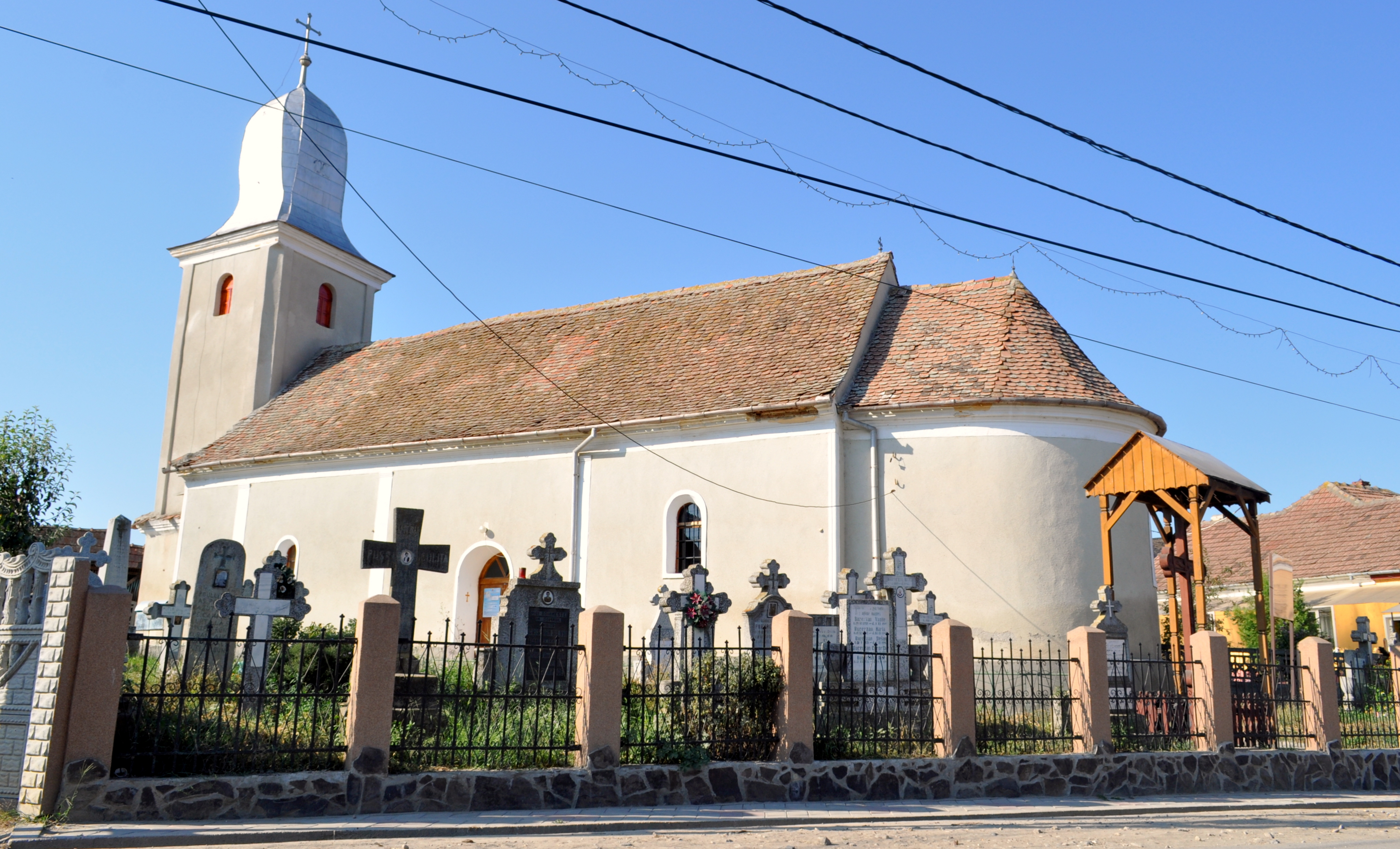
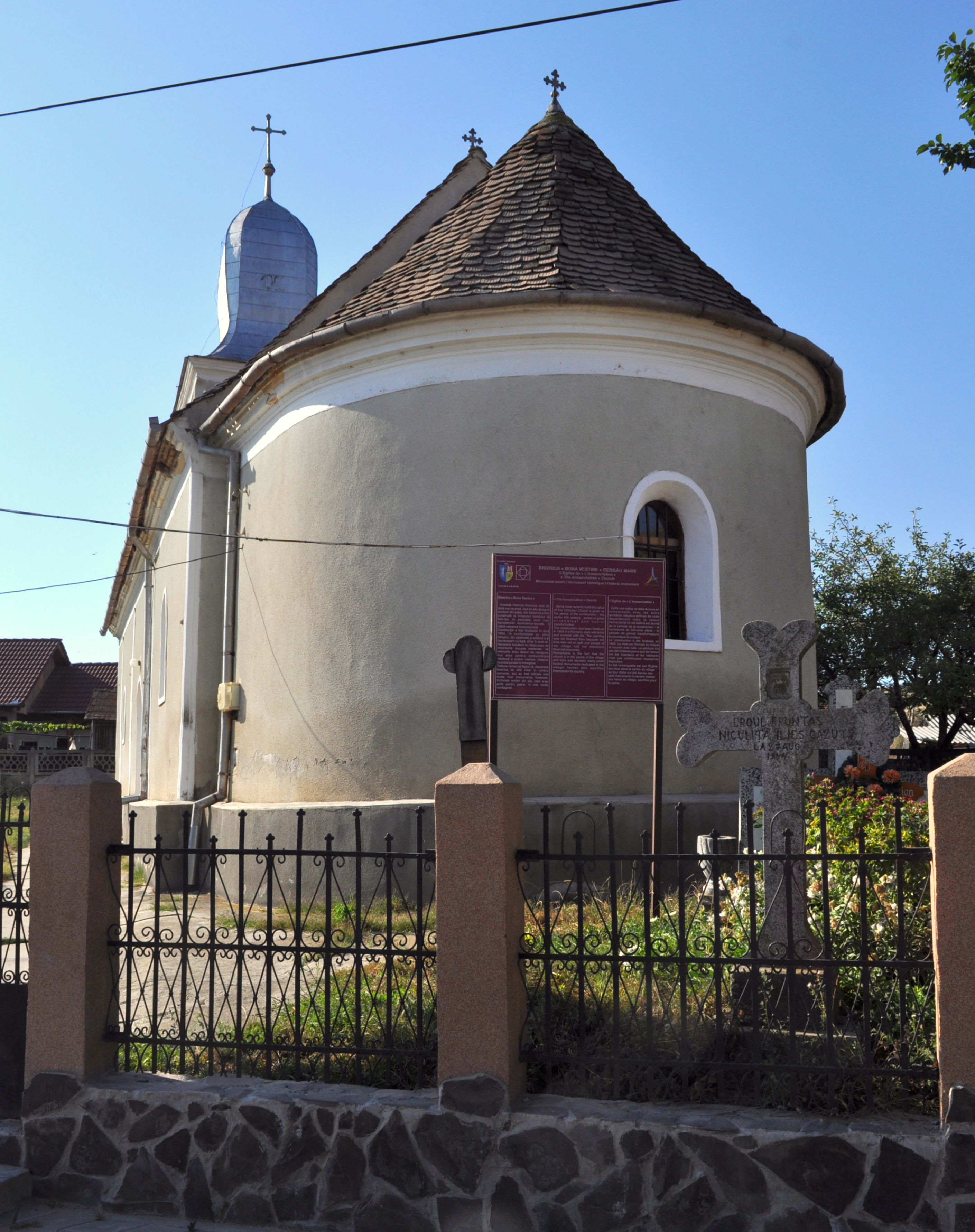

## Imagini din interior

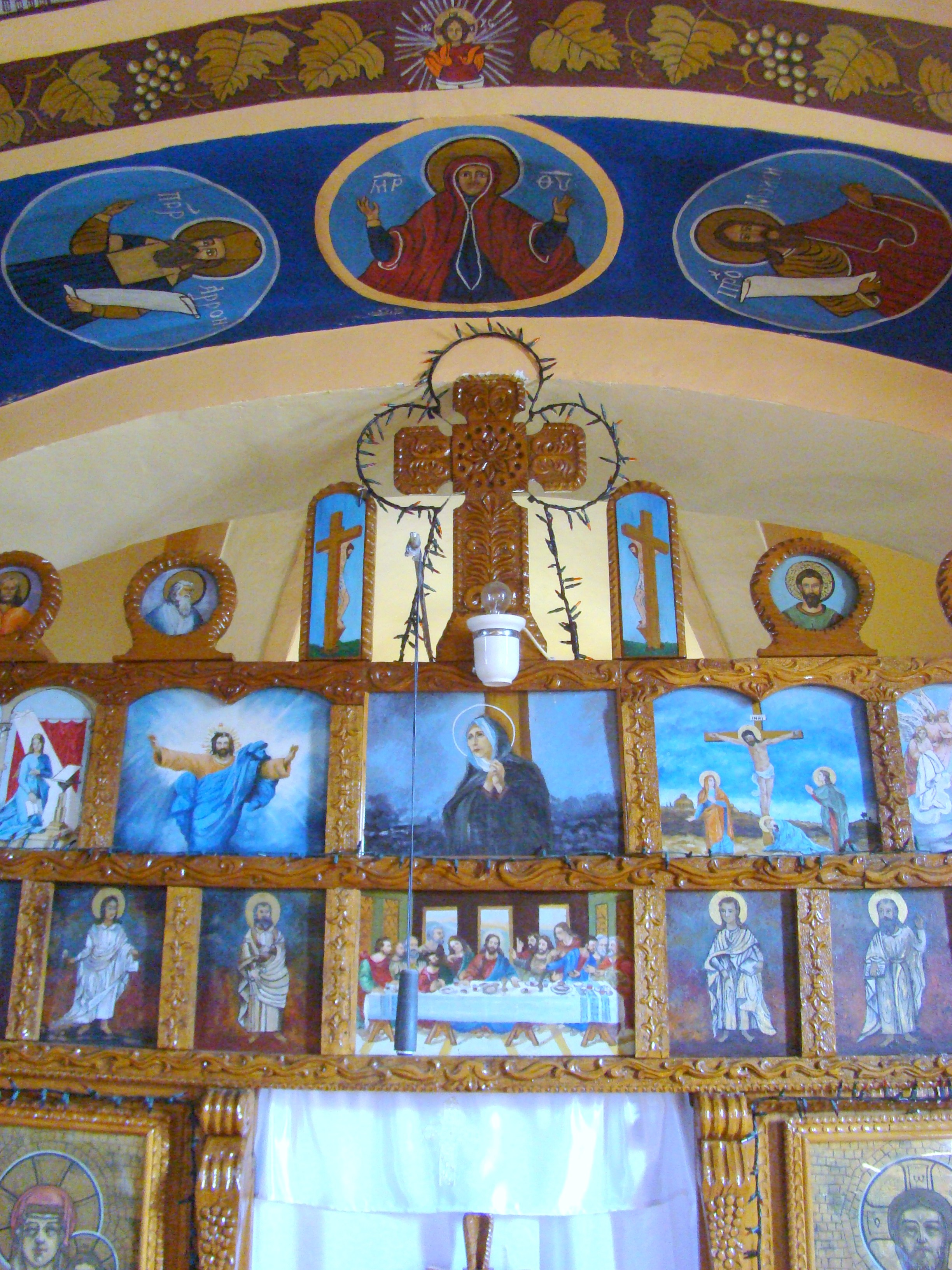
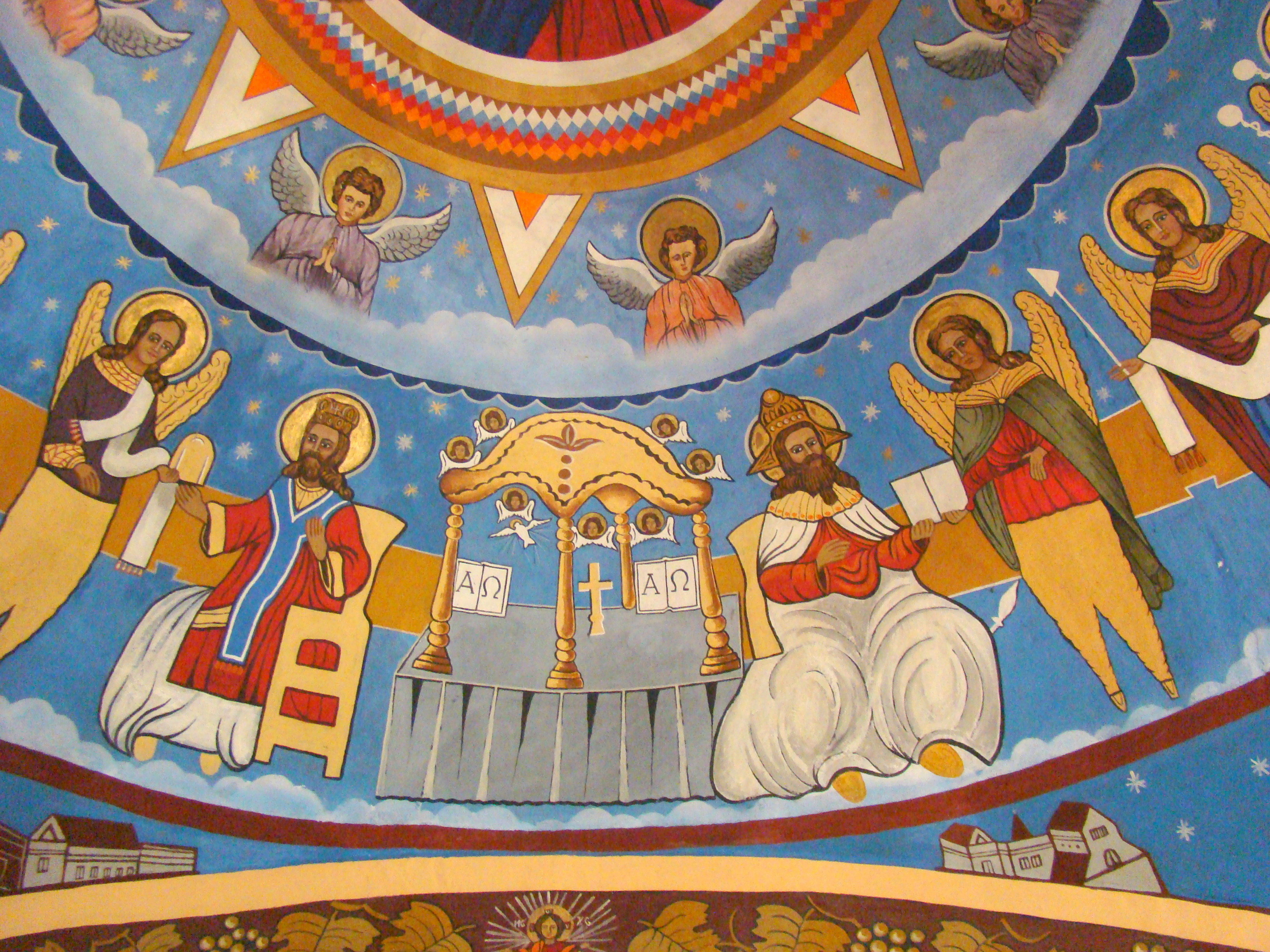
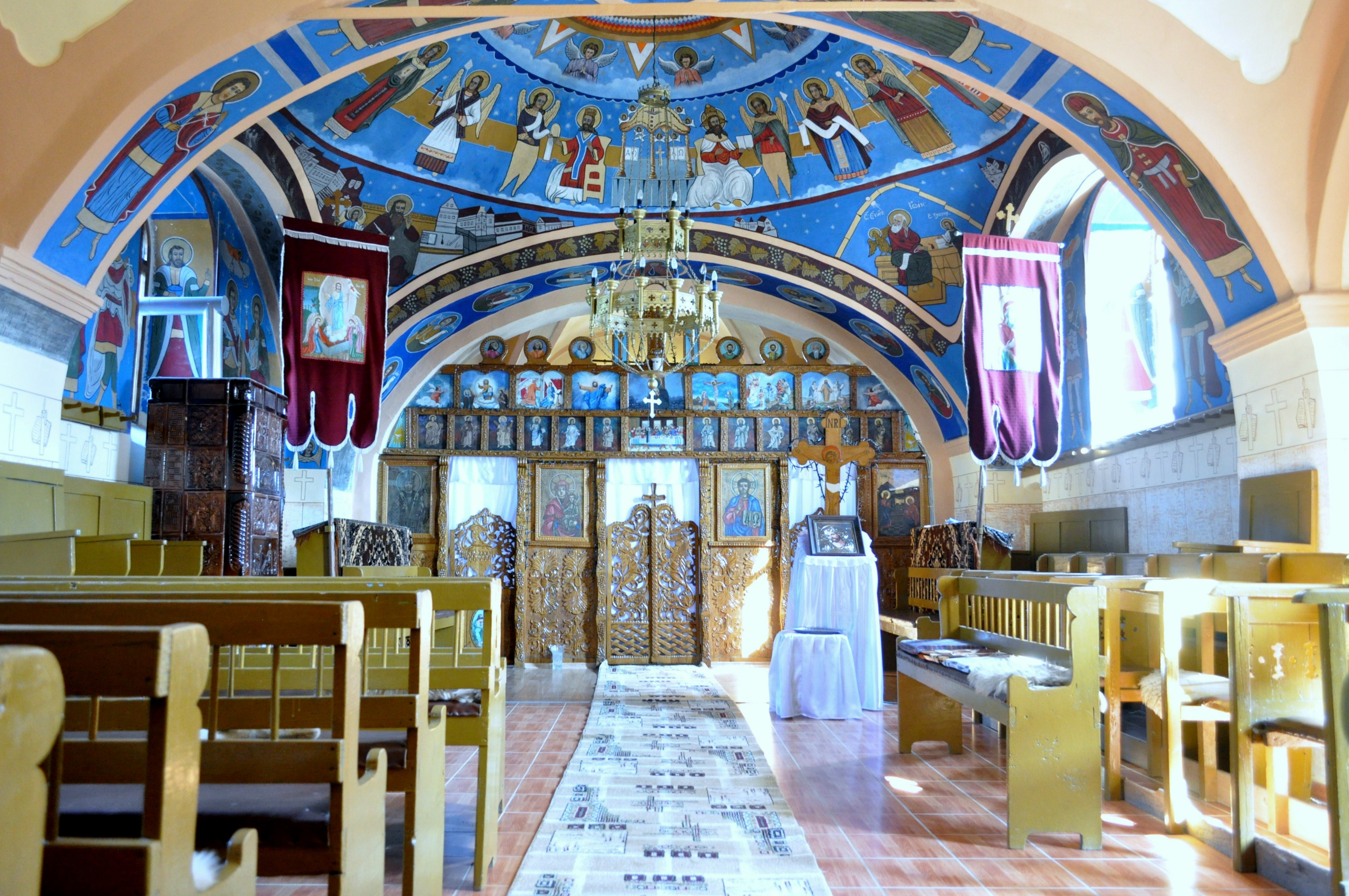